# Diploglossus legnotus
Diploglossus legnotus là một loài thằn lằn trong họ Anguidae. Loài này được Campbell & Camarillo miêu tả khoa học đầu tiên năm 1994.